# Стариці Дністра
Крупське
Крупське (Стрийський район)
Крупське
Стари́ці Дністра́ — ландшафтний заказник загальнодержавного значення в Україні. Розташований у Миколаївському районі Львівської області, біля села Крупське, що на південь від міста Миколаєва. 
Площа 70 га. Статус з 1989 року. Перебуває у віданні Веринської сільської ради (30 га) та Крупської сільської ради (40 га). 
Охороняються унікальна лівобережна ділянка заплави Дністра з численними заболоченими старицями та з незамерзаючими джерелами, луками і заплавними лісами. Тут поширена одна з найбільших в Україні популяція рідкісного виду — ранньовесняного ефемероїда рябчика шахового. 
Багатий тваринний світ заказника: ондатра, кутора велика, чернь чубата, інші водоплавні та водоболотні птахи. Трапляється лелека чорний, шуліка рудий, скопа, занесені до Червоної книги України. Є місцем відпочинку перелітних птахів під час міграцій.

## Світлини

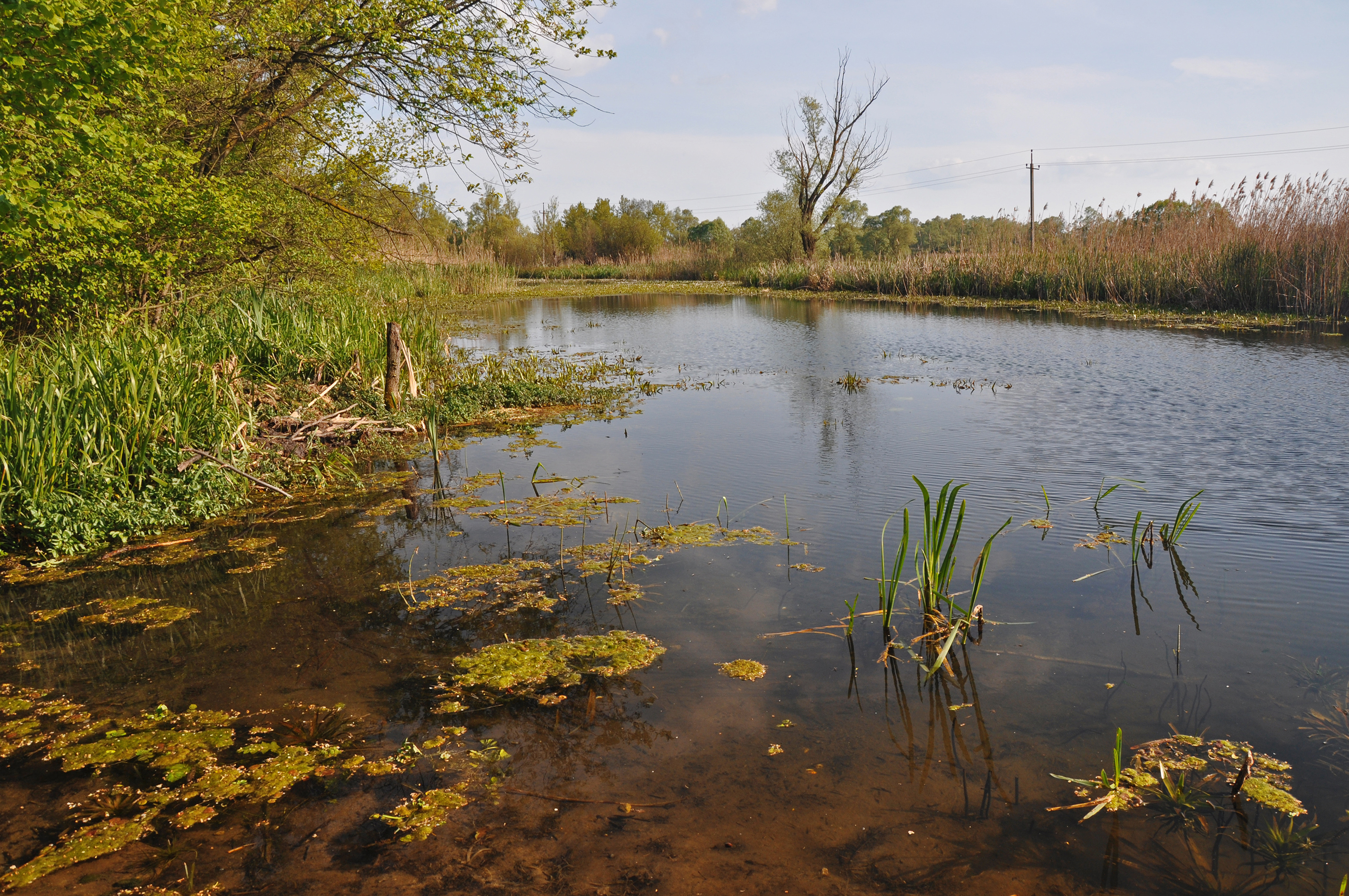
Стариця біля Верина
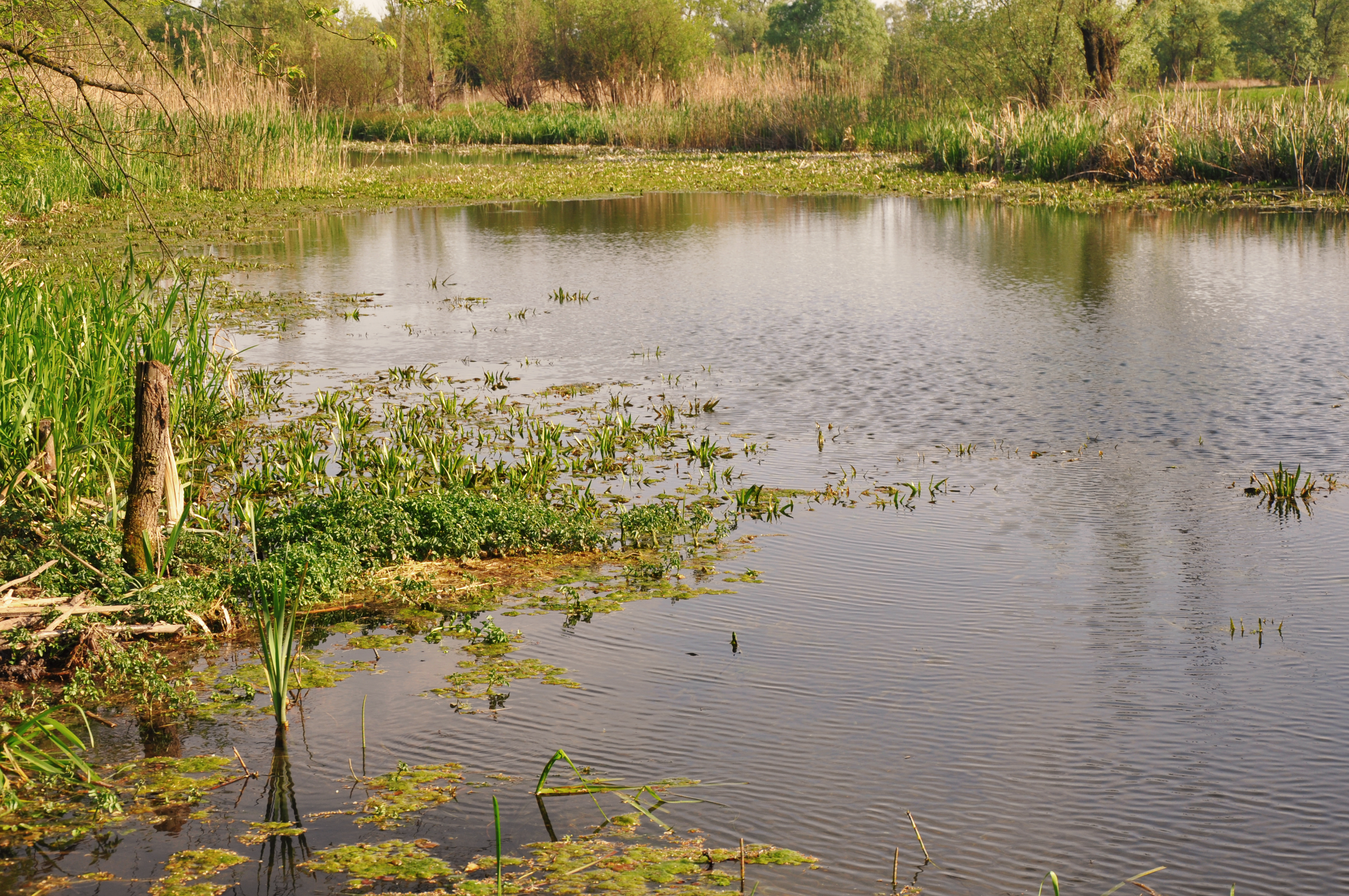
Стариця поблизу Верина